# 匙孔菌属
匙孔菌属（学名：Trulla）是刺孢齿耳菌科下的一个属。

## 下属物种
本属包括以下物种：
- 柔韧匙孔菌 Trulla duracina